# Mythimna toumodi
Mythimna toumodi là một loài bướm đêm trong họ Noctuidae.